# Haranghy László
Haranghy László (Debrecen, 1897. augusztus 10. – Budapest, 1975. december 8.) magyar orvos, patológus, gerontológus, egyetemi tanár, az MTA levelező tagja. Apja Haranghy György (1868–1945) festő, fotográfus; öccse Haranghy Jenő (1894–1951) grafikus, festő- és iparművész, művészeti író, az Iparművészeti Iskola tanára; illusztrátor, plakát- és bélyegtervező.

## Szakmai életútja
Tanulmányait a Budapesti Tudományegyetem Orvostudományi Karán 1915-ben kezdte, de orvosi diplomáját 1923-ban a debreceni Tisza István Tudományegyetemen szerezte meg. Pécsett egyetemi magántanári képesítést nyert és 1938-ban rendkívüli tanári címet kapott. 1940 és 1944 között a kolozsvári egyetemen a Kórbonctani és Törvényszéki Intézet egyetemi tanára.
Az orvosi kar Marosvásárhelyre költözése után mint az Orvosi és Gyógyszerészeti Intézet professzora jelentős szerepet játszott az új intézet oktatói és tudományos munkásságának megindításában. 1946 októberétől felváltva látta el a kórbonctani, igazságügyi-törvénytani, munka- és iskolaegészségtani tanszék vezetését, klinikai üléseket szervezett. 1947-től 1949-ig mellette szerzett szakmai gyakorlatot a pályakezdő Komjátszegi Sándor (későbbi idegsebész).
1948-ban a Magyar Tudományos Akadémia levelező tagjává választotta. 1949-től akadémiai tagsága romániai tartózkodása miatt szünetelt, 1955-ben visszaállították. Erdélyi tartózkodása idején a Román Akadémia több szakbizottságában tevékenykedett.
1952-től a budapesti orvostudományi egyetemen a II. sz. Kórbonctani Intézetben volt egyetemi tanár nyugdíjazásáig (1967). Közben 1955 és 1957 között az Igazságügyi Orvostani Intézet megbízott helyettes vezetője, 1963-tól a Gerontológiai Intézet tudományos igazgatója. A Magyar Gerontológiai Társaság (MGT) 1966. december 4-én tartotta alakuló közgyűlését; első megválasztott elnöke Haranghy László lett. Részt vett több hazai és nemzetközi tudományos társaság munkájában. 1968-ban az American Association of Ageing Research tiszteletbeli tagja lett.
Tudományos munkássága szerteágazó. Foglalkozott a kihűléses halál máj- és veseelváltozásainak, továbbá szubdurális haematomák morfológiai jellemzőinek leírásával. A nevezetes Tóth Ilona-ügyben korrekt és megalapozott szakmai véleményt terjesztett elő, vitatva az elsődlegesen eljáró orvos szakértők szakmailag megalapozatlan véleményeit. A tuberkulózis, a diftéria kérdései, a Hand–Schüller–Christian-kór leírása és szervi megjelenése, majd gerontológiai kérdések, főleg az öregkori tuberkulózis ugyancsak foglalkoztatták. A hazai gerontológiai kutatás úttörője.
Mintegy 200 magyar, román, német, olasz, angol nyelvű szakközleménye és monográfiája, népszerűsítő írása a kórtan, biológia, törvényszéki orvostan, gerontológia, mikrobiológia kérdéseit tárgyalja. Az Acta Medica (1942–44) és az Ardealul Medical (1948) közli tanulmányait. Az Actualităţi în patologie című kiadványban (1959) tanulmánya jelent meg Victor Babeș budapesti tevékenységéről.

## Tudományos munkái
- Általános kórbonctani jegyzet (Kolozsvár, év nélkül)
- Kórbonctan I–II (kőnyomatos jegyzet, Marosvásárhely 1948)
- A legkisebb lények és az élet keletkezése. A korszerű darwinizmus (1949)
- A daganat-keletkezés korszerű elmélete (Bukarest, 1949., 1952)
- A korszerű darwinizmus úttörői (1950)
- Tyimirjazev, Micsurin és követőik (1952, románul 1953).
- Az öregség az orvostudományban (Budapest, 1953)
- A rák előtti állapotokról általában (Bukarest, 1953)
- A gerontológia elméleti és klinikai kérdései (Budapest, 1959)
- Általános kórbonctan (Budapest, 1959)
- Részletes kórbonctan (Budapest, 1960)
- Pathology of tuberculosis in old age (Szemenyei Klárával, Budapest, 1974)

## Róla írták
- Jellinek Harry: Dr. Haranghy László (Orvosi Hetilap, 1976)
- Beregi Edit: Haranghy László (Magy. Tud., 1976. 6. sz.)